# میبل (مینه‌سوتا)
میبل، مینه‌سوتا (به انگلیسی: Mabel, Minnesota) یک شهر در ایالات متحده آمریکا است که در شهرستان فیلمور واقع شده‌است.

## خصوصیات
میبل ۱٫۲۴ کیلومترمربع مساحت و ۷۸۰ نفر جمعیت دارد و ۳۴۵ متر بالاتر از سطح دریا واقع شده‌است.